# Elegia na śmierć Zawiszy Czarnego

Zawisza Czarny na obrazie Jana Matejki "Bitwa pod Grunwaldem"

Elegia na śmierć Zawiszy Czarnego – poemat młodopolskiego poety Kazimierza Przerwy-Tetmajera, opublikowany w serii siódmej jego Poezji w 1912. Jest on jednym z kilku utworów poety, w których mierzył się z postacią Zawiszy Czarnego z Garbowa, uważanego za najsłynniejszego polskiego rycerza. Utwór zawiera cytat z łacińskiej elegii Adama Świnki z Zielonej, napisanej po śmierci Zawiszy w 1428: Arma tua fulgent, sed non hic ossa quiescunt,/Divae memoriae miles, o Zawisza niger!.
Jadą, jadą o świtaniu słońca,
lecz to słońce na plecy im świeci,
na ich plecach lśni blacha błyszcząca,
lecz Zawisza został samotrzeci.
Dwaj pachołcy przy nim pozostali,
prości ludzie, ubodzy i mali,
ze zagrody wyszli polskich kmieci.
Zobacz też: O Zawiszy Czarnym opowieść.